# Aeropuerto MacArthur de Long Island
El Aeropuerto MacArthur de Long Island (en inglés, Long Island MacArthur Airport) (IATA: ISP, OACI: KISP, FAA LID: ISP) antes conocido como el Aeropuerto de Islip,  es un aeropuerto público de Long Island, Estados Unidos. Se encuentra ubicado en Ronkonkoma, Condado de Suffolk, Nueva York, a once kilómetros al noreste de la ciudad de Islip y a cerca de 2 millas (3 km) al sur del lago Ronkonkoma y de los transbordadores que lo conectan con la estación de ferrocarril de Ronkonkoma. El Aeropuerto MacArthur de Long Island (LIMA) abarca 1,311 acres (531 hectáreas) y cuenta con cuatro pistas y dos helipuertos. El aeropuerto es propiedad del ayuntamiento de la ciudad de Islip, que se encarga de su gestión, con un volumen anual de pasajeros superior a los 2,5 millones de personas, en su mayoría en viaje de negocios.
Está situado entre Montauk Point, 67 millas (108 km) al este y Manhattan, 44 millas (71 km) al oeste. El Aeropuerto de MacArthur sirve a los tres millones de residentes de los condados de Nassau y Suffolk  y a los viajeros que buscan una alternativa a la congestión en los aeropuertos JFK y LaGuardia – ambos en Queens.
La FAA reconoció a LIMA como un Metro Aeropuerto Oficial a principios del 2011, lo que significa que es agrupado ahora con LaGuardia, JFK y Newark en viajes y búsquedas informativas para los aeropuertos de Nueva York, proporcionando una mejor exposición a los viajeros. El Aeropuerto MacArthur, que no comparte el espacio aéreo congestionado de los aeropuertos de la ciudad céntrica, tiene un récord excepcional de puntualidad. Durante el año 2009, el 83.6% de los vuelos llegaron a tiempo y el 85.6% de los vuelos partieron a tiempo.
Durante el año 2007, el aeropuerto atendió a más de 2.3 millones de pasajeros comerciales. En 2007 el aeropuerto tuvo 182.142 operaciones de aeronaves, un promedio de 499 por día; el 80% de aviación general; el 15% comercial programado; el 5% de taxi aéreo y cerca del 1% militares. 243 aeronaves se estacionan en el aeropuerto: 63% monomotor; 10% multimotor; 19% a reacción; 7% helicópteros; y menos del 1% militares. La zona de comercio exterior, propiedad de la ciudad, está junto a la propiedad del aeropuerto.

## Aerolíneas y destinos
El aeropuerto MacArthur actualmente tiene dos salas en una terminal principal. La Sala A tiene nueve puertas, mientras que la Sala B tiene dos puertas con pasarelas y múltiples puertas que abordan desde la rampa.

## Referencias

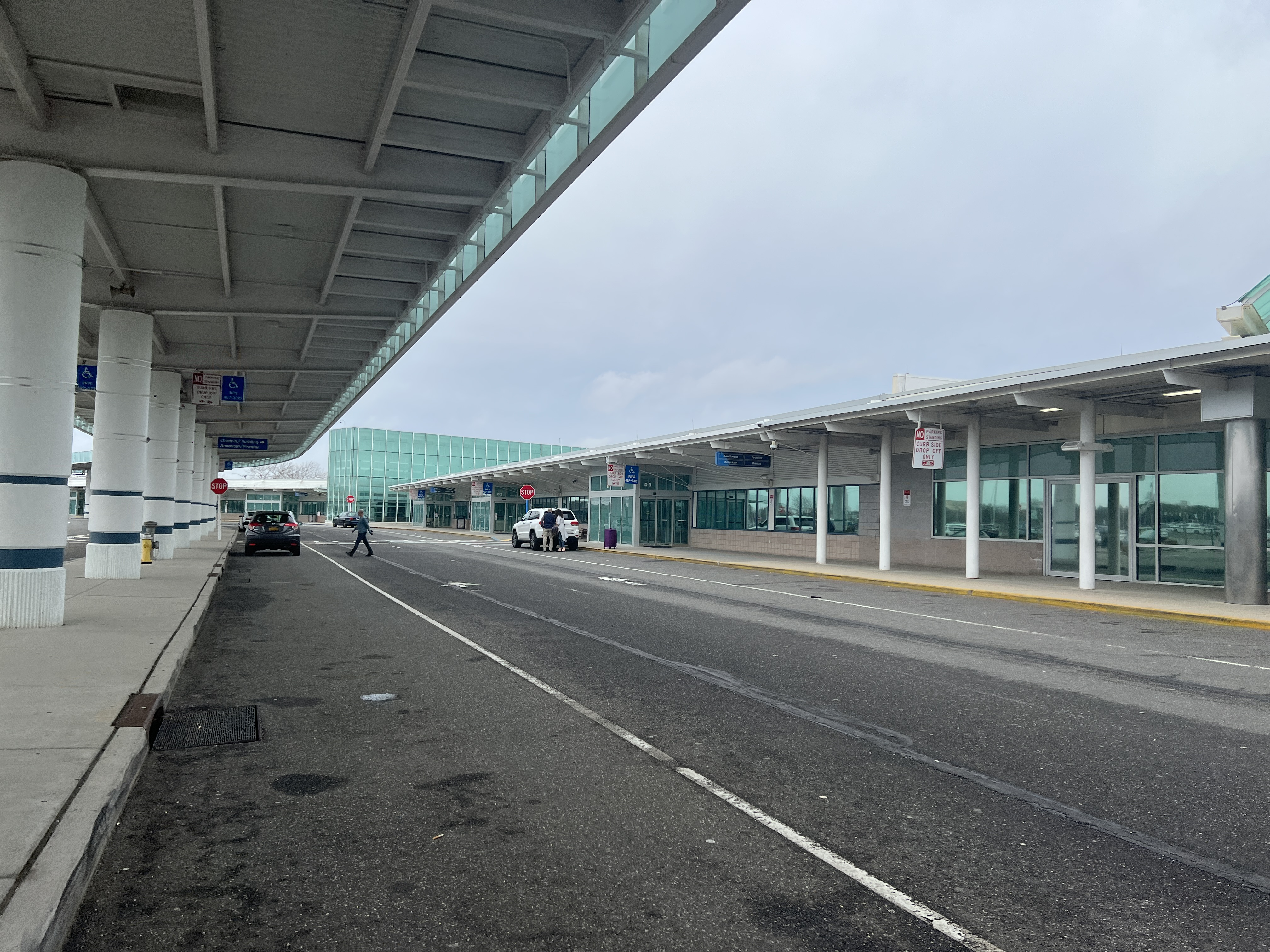
Zona de llegadas del aeropuerto.

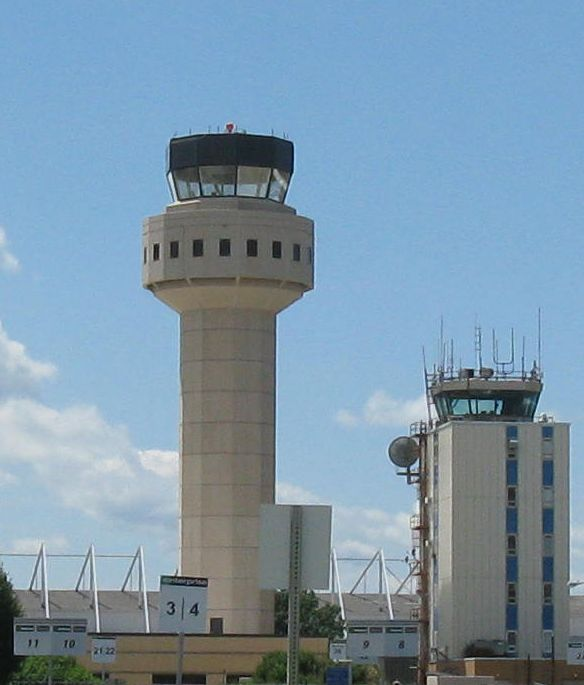
La construcción de la nueva torre de control a la izquierda comenzó en 2008 y feu terminada en 2010, reemplazando a la torre a la derecha, que fue construída en 1962.

### Pasajeros
| Aerolíneas         | Destinos |
| ------------------ | --- |
| Avelo Airlines     | Lakeland, Wilmington (NC) Estacional: Charlotte/Concord                                                                                           |
| Breeze Airways     | Charleston (SC), Fort Myers, Norfolk, Raleigh/Durham, Vero Beach, Wilmington (NC) (inicia el 2 de octubre de 2025) Estacional: Richmond, Sarasota |
| Cape Air           | Boston |
| Frontier Airlines  | Orlando, Tampa, West Palm Beach Estacional: Fort Lauderdale, Fort Myers, Myrtle Beach                                                             |
| JetBlue Airways    | Fort Lauderdale, Orlando, West Palm Beach Estacional: Fort Myers (inicia el 18 de diciembre de 2025), Tampa (inicia el 19 de diciembre de 2025)   |
| Southwest Airlines | Baltimore, Orlando, Tampa, West Palm Beach Estacional: Miami                                                                                      |

## Estadísticas

### Tráfico anual
| Año  | Pasajeros | Año  | Pasajeros | Año  | Pasajeros | Año  | Pasajeros |
| ---- | --------- | ---- | --------- | ---- | --------- | ---- | --------- |
| 2002 | 1,840,000 | 2008 | 2,091,000 | 2014 | 1,294,000 | 2020 | 530,000   |
| 2003 | 1,897,000 | 2009 | 1,863,000 | 2015 | 1,207,000 | 2021 | 1,105,000 |
| 2004 | 1,983,000 | 2010 | 1,721,000 | 2016 | 1,192,000 | 2022 | 1,224,000 |
| 2005 | 2,121,000 | 2011 | 1,556,000 | 2017 | 1,292,000 | 2023 | 1,278,000 |
| 2006 | 2,284,000 | 2012 | 1,330,000 | 2018 | 1,618,000 | 2024 | 1,362,000 |
| 2007 | 2,337,000 | 2013 | 1,323,000 | 2019 | 1,545,000 | 2025 |           |